# Bilstein (famiglia)

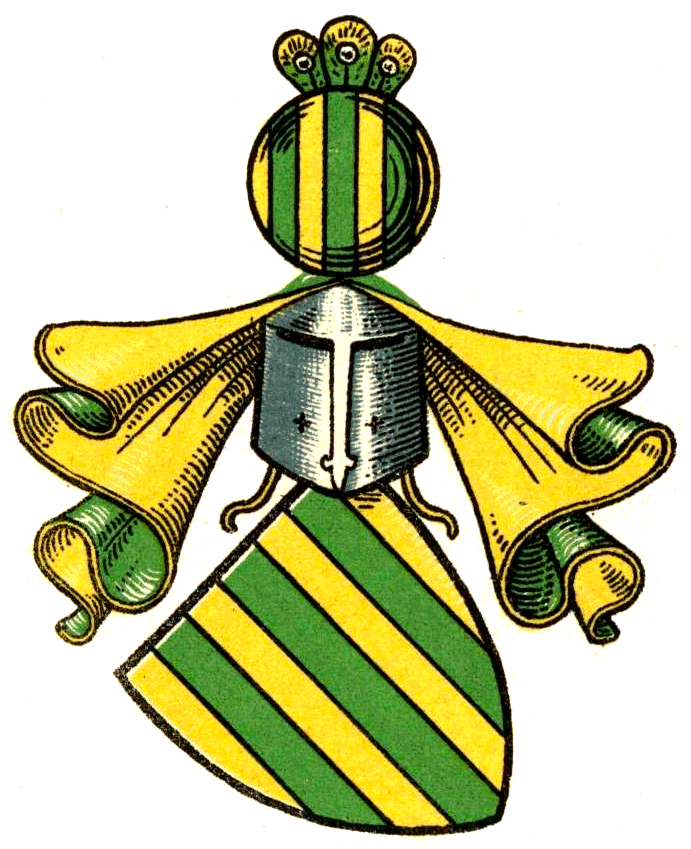
Stemma della famiglia Bilstein

Bilstein (in tedesco: Edelherren von Bilstein) era una famiglia nobile tedesca medievale in quello che in seguito divenne il Ducato di Westfalia con una proprietà (chiamata Land Bilstein ) principalmente all'interno dell'attuale regione del Sauerland in Germania. La loro casa di famiglia era al castello di Bilstein, nell'attuale città di Lennestadt. Questa famiglia della Westfalia di Edelherren non deve essere confusa con i conti di Bilstein della Franconia, che possedevano tenute sul fiume Werra e nell'Assia settentrionale. 

## Stemma
Lo stemma raffigura tre pali verdi su un campo oro. Sull'elmo con i suoi svolazzi verdi e oro si trova una palla d'oro con tre pali verdi e, sopra di essa, tre piume di pavone verdi.
Giovanni I e suo figlio, Dietrich III di Bilstein usarono un sigillo con 3 rose sullo scudo. 

## Personalità degne di nota

### Reggenti
- Henricus de Vare (Gevore)
- Dietrich I
- Dietrich II
- Giovanni I di Bilstein
- Dietrich III
- Giovanni II

### Membri della famiglia
- Godfrey di Bilstein
- Enrico di Bilstein